# Henrik Lindenov
Henrik Ottesen Lindenov (død 7. august 1673 på Sankt Hans Kloster i Odense) var en dansk godsejer og stiftamtmand.
Han var søn af Otte Johansen Lindenov til Borgeby og Øveds Kloster og Anne Brahe. 
Han blev 1639 ritmester over det skånske kompagni af adelens rostjeneste og deltog med dette i krigen 1644-45. Ved rytteriets omdannelse efter krigen blev han 1646 major, og da det skånske rytteri 1651 deltes i to kompagnier, beholdt han det ene. Ved Frederik 3.Frederik III's kroning i 1648 hædredes han med ridderslaget, og i anledning af den kongelige barselfest 1651 udnævntes han til drinkmarskal for den svenske dronnings repræsentant. 
I 1648 var han blevet forlenet med Hørje Len, som han dog igen fratrådte året efter ved sin udnævnelse til befalingsmand i Christianstad. Skånes afståelse ved Freden i Roskilde i 1658 skilte ham ikke blot fra dette len, men var også væsentligste grund til, at han mistede sine skånske godser: Øveds Kloster, som han solgte 1666, og Valsø, der blev overladt kronen som bornholmsk vederlagsgods. Ellers ejede han Oregård på Fyn og Tersløsegård, som han 1668 solgte til Henrik Bielke. 
Han blev benyttet ved forhandlingerne med Sverige om danske undersåtters gods i Skåne, idet han sammen med Ove Juul og Iver Krabbe 1661 sendtes til Malmø i denne anledning. Efter freden fik han 1661 inspektionen over Odensegård Amt, 1662 også over Sankt Knuds Klosters Amt og Dalum Amter og blev 1664 også stiftamtmand over Fyens Stift, hvilke stillinger han beholdt til sin død 1673. Desuden var han 1671 en kort tid amtmand over Rugård Amt og varetog amtmandsforretningerne over Assens Amt 1670-71. Han var gift med Beate Christoffersdatter Ulfeldt, datter af rigsråd Christoffer Ulfeldt. De fik sønnen Laurids Henriksen Lindenov.